# Hiro-x
Hiromitsu Aoki (青木 裕光 eller アオキ ヒロミツ), även känd som Hiro-x, född den 28 maj i Shizuoka, är en japansk sångare.

## Karriär
Aoki bildade ett band år 1996 som han spelade med i fem år och flyttade under tiden till huvudstaden Tokyo. År 2001 upplöstes bandet och han startade en solokarriär under artistnamnet Hiro-x. År 2001 släppte han sin debutsingel "Future" som nådde plats 59 på Oricons singellista. Den andra singeln som kom året därpå, "Driving Myself", nådde plats 42 på listan. Båda låtarna användes som signaturmelodi åt de två första säsongerna av den japanska mangaserien The Prince of Tennis.
År 2003 släpptes hans tredje singel "The Meaning of Truth". Låten användes som signaturmelodi åt den första säsongen av den japanska animeserien F-Zero Falcon Densetsu, en serie baserad på Nintendospelet F-Zero. Den 5 oktober 2005 gavs hans fjärde singel "Calling" ut. År 2006 tog han en paus från solokarriären och bildade musikgruppen Shandy Scope. Mellan åren 2007 och 2009 släppte gruppen fyra singlar. År 2010 komponerade han låten "Ashiato" (足跡/Footprints) som var med på Kuranosuke Shiraishis album Poison.  Skivan gavs ut den 19 maj och nådde tredje plats på Oricons albumlista.
År 2011 gästade han ett flertal evenemang och gjorde liveframträdanden i samband med att det var tio år sedan han startade projektet Hiro-x. Detta fortsatte under hela året och den 7 december gav han ut en uppgraderad version av sin debutsingel "Future" som sin femte singel.

## Diskografi

### Hiro-x singlar
- 2001 – "Future" / "Anniversary"
- 2002 – "Driving Myself" / "Song of Happiness" (しあわせの歌)
- 2003 – "The Meaning of Truth"
- 2005 – "Calling"
- 2011 – "Future" (ny version)

### Shandy Scope singlar
- 2007 – "I'll"
- 2007 – "Joy"
- 2008 – "Under the Trees" (桜の木の下で)
- 2009 – "Flower" (花)